# Marieke Eyskoot
Marieke Eyskoot (Zaanstad, 7 mei 1977) is een Nederlandse duurzame mode- en lifestyle-expert, (tv)presentator, spreker, dagvoorzitter en auteur. 

## Carrière
In 2000 studeerde Eyskoot af aan de Universiteit van Amsterdam, in zowel Film- en Televisiewetenschap als Theaterwetenschap. Na als televisieproducent in Hilversum te hebben gewerkt, startte ze in 2002 als Europees coördinator bij de Clean Clothes Campaign (CCC), een NGO voor betere arbeidsomstandigheden in de wereldwijde kledingindustrie. 
In 2009 kreeg Eyskoot de leiding van de Nederlandse Schone Kleren Campagne en werd daar het boegbeeld van de organisatie.
Ze begon in 2011 als zelfstandig, onafhankelijk duurzame lifestyle-expert. Sinds deze tijd werkt ze als spreker, presentator, voice-over, auteur en consultant.
Eyskoot was in 2011 medeoprichter en -organisator van MINT, een van de eerste internationale vakbeurzen voor fair fashion in de wereld. Tussen 2011 en 2016 cureerde en organiseerde ze elf edities van de vakbeurs. 
Eyskoot geeft lezingen over alle onderwerpen die met duurzaamheid te maken hebben: praktische tips, do’s and don’ts, keuzemogelijkheden, bewust leven, gelijke rechten en vrijheid. 
In 2020 lanceerde ze #SustainabilityAgainstShame, een wereldwijde beweging tegen de tactiek van shaming door merken, reclames en media, om mensen meer producten te laten kopen. Eyskoot spreekt zich regelmatig uit over thema's als feminisme, gelijke rechten, body image, taboes en de vercommercialisering die duurzaam gedrag in de weg zit. 
In haar podcast Dit is een goede podcast - voor een duurzamer leven praten BN’ers openhartig met Eyskoot over wat je tegenkomt als je duurzamer probeert te leven. Waar schamen ze zich voor, zijn ze trots op en waarom doen we wat we doen? 
Als presentator en dagvoorzitter host Eyskoot programma’s en evenementen, voor onder andere Netflix, Dutch Design Week, ASN Bank, Max Havelaar, het ministerie van Buitenlandse Zaken en Pakhuis de Zwijger. 
Sinds januari 2022 is ze een van de presentatoren van het televisieprogramma BinnensteBuiten van omroep KRO-NCRV, waarin ze duurzame Nederlandse initiatieven laat zien.
Sinds 2024 is Eyskoot de stem van openbaar vervoersbedrijf Transdev. In onder andere de bussen van Connexxion en Hermes en treinen van Breng kondigt ze de haltes aan en geeft informatie over inchecken en omleidingen.

## Boeken
Eyskoot is auteur van vier boeken: 
- Talking dress – vertelt je alles over eerlijke kleding (en lifestyle) (2012)
- Dit is een goede gids – voor een duurzame lifestyle (1e druk in 2017, 6e herziene editie 2021)[4]
- This is a Good Guide – for a sustainable lifestyle (2018, vierde, herziene druk 2021). Deze gids komt uit in onder andere de Verenigde Staten, Canada, het Verenigd Koninkrijk, Duitsland, Noorwegen, Zweden, Denemarken, Finland, Australië en Nieuw-Zeeland.
- Dit is een goed gidsje – voor een betere wereld (nov. 2020, tweede druk dec. 2020). Dit is de jeugdeditie van de serie, met tips en activiteiten voor iedereen van 9 tot 99 jaar om de wereld duurzamer en eerlijker te maken.

Van deze boeken zijn wereldwijd zo'n 50.000 exemplaren verschenen.

## Vrijwilligerswerk, onderscheidingen, juryschappen
Eyskoot werkte in haar studietijd als vrijwilliger voor onder meer Amnesty International. Ook was ze van 2003 tot 2005 actief voor DWARS, de jongerenafdeling van GroenLinks. In 2006 was ze duo-deelraadslid voor de lokale politieke partij Amsterdam Anders/De Groenen.
Ze werd in 2011 door Het Parool genomineerd als Amsterdammer van het Jaar, was herhaaldelijk onderdeel van Trouw’s Duurzame Top 100, en staat regelmatig in topvrouw-lijsten van magazines.
Eyskoot zit sinds 2012 in de jury van de jaarlijkse ASN Bank Wereldprijs voor duurzame initiatieven, was jurylid voor de Sustainable Leather Award en is sinds 2018 jurylid van de internationale Redress Design Award voor circulair en duurzaam modeontwerp.
Ten slotte was Eyskoot van 2014 tot en met 2016 nieuwslezer bij het lokale radiostation AmsterdamFM.